# Зюзева, Наталья Петровна
Наталья Петровна Зюзева (16 ноября 1989) — российская лыжница, чемпионка России. Мастер спорта России.

## Биография
Представляет Республику Коми (Корткеросский район) и спортивное общество «Динамо». Тренеры — Сергей Тарасович Зиняк, Владимир Александрович Стрепнёв.
На уровне чемпионата России завоевала золотую медаль в 2017 году в эстафете в составе сборной Коми. Также становилась победительницей и призёром чемпионата Северо-Западного ФО, чемпионата Республики Коми.
В 2017 году принимала участие в чемпионате Европы по лыжным видам спорта среди полицейских в Виндишгарстене (Австрия), где стала чемпионкой в эстафете в составе сборной России, а также завоевала серебро в гонке на 12,5 км и бронзу — в гонке на 7,5 км.